# Айо (співачка)
Айо (йоруба Ayọ [ajɔ̙] — «радість»; справжнє ім'я Joy Olasunmibo Ogunmakin; нар.. 14 вересня 1980, Фрехен, поблизу Кельна, Німеччина) — німецька співачка і композиторка африканського походження. Стиль її виконання відносять до соулу з елементами фольку і реггі.

## Біографія
Айо народилася 1980 року в родині нігерійця і циганки німецького походження. З дитинства навчалася грі на декількох інструментах, на скрипці, вміє грати на фортепіано та гітарі. Частину свого раннього дитинства вона провела в Нігерії. Почала подорожувати у 21-річному віці, потім тимчасово жила в Лондоні, а згодом оселилася в паризькому кварталі Галле. Тут вона почала випускати свій дебютний альбом Joyful.

## Особисте життя
До 2007 року Айо проживала у районі Керпен Брюгген. Айо пербуває у стосунках з реггі-виконавцем Патрісом Барт-Вільямсом. У них спільний син Найл (нар.. 08.10.2005) і дочка Біллі-Ів (нар.. 27.07.2010). Наприкінці 2007 року співачка переїхала з сім'єю до Нью-Йорку у Вест-Віллідж, що на Нью-Йорку, Манхеттен. Їх другий син народився в 2017 році.

## Творчість
Айо вперше вийшла на сцену в 2002 році перед виступом англійської співачки Омара. Її дебютний альбом Joyful 2006 року став двічі платиновим у Франції і платиновим у Німеччині та Польщі. за перший рік продано понад 200 000 примірників, потім 374 000 примірників, і альбом досяг 6-го місця як найвища позиція в чарті [9]. Альбом досяг 35-го місця в швейцарському чарті. Її перший сингл Down on My Knees також потрапив у чарти. У Німеччині альбом був у хіт-парадах дванадцять тижнів, номер 40 - найвищий рейтинг.
Вона брала участь у SWR3 New Pop Festival 2007 у театрі Баден-Бадена. У 2007 році співачка здійснила тур Німеччиною та США. Наприкінці вересня 2008 року вийшов їх другий альбом Gravity at Last. Він включав 13 пісень, які Айọ написав і склав сам. Альбом був записаний всього за п’ять днів у студії Compass Point у Нассау, Багами, у співавторстві Джея Ньюленда.
Президент ЮНІСЕФ Жак Хінтсі оголосив 4 лютого 2009 року, що Айо призначена міжнародним послом ЮНІСЕФ у сфері захисту прав дітей на отримання освіти у всьому світі. Французька кінокомпанія «MK2» випустила в 2009 році біографічний фільм про Айо тривалістю 90 хвилин. Фільм був знятий під керівництвом Рафаеля Дуроя.
Айо сама пише всі свої пісні, практично весь репертуар, які є у співачки на сьогодні був записаний за лічені дні, за участю гурту музикантів, які весь час запису займалися імпровізацією. Третій альбом Ей Біллі-Єви - названий на честь її дочки - вийшов 7 березня 2011 року у Франції. Його було частково записано в студії Sear Sound у Нью-Йорку. Пізніше чотири із 15 пісень альбому (включаючи It Hurts та Real Love) були записані в Парижі. Альбом зроблений Крейгом Россом (гітарист Ленні Кравіца), репером Солом Вільямсом, Матьє Чедідом та Гейл Ен Дорсі (басист Девіда Боуі). Як перший трек з альбому, I'm Gonna Dance вийшов як сингл та відео.
У 2013 році Айо розпочала запис свого четвертого альбому "Ticket to the World" із продюсером перших двох альбомів Джеєм Ньюлендом. Альбом вийшов 14 березня 2014 р.
Також у 2014 році вона взяла на себе головну роль у художньому фільмі "Морд у Пакоті" ("Meurtre à Pacot"), гаїтянсько-французько-норвезькій копродукції. У 2016 році Айо зіграла головну жіночу роль у франко-німецькому фільмі "Вольт".
П'ятий альбом співачки, названий на честь її Ay ,, вийшов 6 жовтня 2017 року. Раніше з цього альбому було випущено два сингли - I'm Fool у червні та Paname у вересні 2017 року.
Шостий альбом Ayọ Royal вийшов 31 січня 2020 року.

## Дискографія
| Альбоми - Joyful (2006) - Gravity At Last (2008) - Billie-Eve (2011) - Ticket To The World (2013) - Ayọ (2017) - Royal (2020) Сингли - «Life is Real» (2006) - «Down on My Knees» (2006) - «And it's Supposed to Be Love» (2007) (2008, US) - «Help is Coming» (2007) - «Slow Slow (Run Run)» (2008) - «On aime, on aide» (2009) - «Lonely» (2009) - «I'm Gonna Dance» (2011) - «I Want You Back» (2011) - «Fire» (2013) - «Fire» feat. Youssoupha (2013) - «Who» (2014) - «I'm a Fool» (2017) - «Paname» (2017) - «Beautiful» (2019) - «Rest assured» (2020) - «I'll Be Right Here» (2021) Відео - AYO Live In Monte Carlo (2007, from PBS)[41] - Ayọ Live at the Olympia (2007) | Міні-альбом - Where Will I Be (vinyl record, 2004) Спільні роботи - «Kido Musik» (as Joy, member of the band La Taste, 1992) - «Liebe & Verstand» (with Sisters Keepers (German), 2001) - «Confusion» (with Chris Prolific, 2004) - «Play Boy» (on album PlayUp, 2006) Кліпи - La Maladie d'amour (as Joy, member of the band La Taste, 1993) - Down On My Knees (2006) - Help Is Coming (2007) - Life Is Real (2007) - And it's Supposed To Be Love (2007) - Slow Slow (Run Run) (2008) - Lonely (2009) - I'm gonna dance (2011) - I Want You Back (2011) (directed by J. G Biggs) - I'm a Fool (2017) - Paname (2017) - Beautiful (2019) |